# Пітер Снелл
Пітер Джордж Снелл (англ. Peter George Snell, 17 грудня 1938 — 12 грудня 2019) — новозеландський легкоатлет, який спеціалізувався в бігу на середні дистанції, триразовий чемпіон Олімпійських ігор, багаторазовий рекордсмен світу, член Зали слави Світової легкої атлетики.

## Біографія
Народився у 1938 в маленькому містечку Опунаке, розташованому на новозеландському Північному острові. У 1949 Снелл та його родина переїжджають до Ваїкато, і саме там він розпочав заняття спортом. У 19-річному віці за порадою свого майбутнього тренера Артура Лідьярда сфокусувався на тренуваннях в бігу на середні дистанції.

### Олімпіада-1960
На Олімпійських іграх 1960 року Снелл виступав у бігу на 800 метрів та не розглядався жодним експертом як претендент на перемогу. Проте, він зробив серйозну заявку на чемпіонське звання, після того як на півфінальній стадії випередив бельгійця Роже Мунса, тогочасного рекордсмена світу на 800-метрівці. У фіналі Снелл виборов золоту медаль завдяки неймовірному швидкісному прискоренню на останніх метрах дистанції та встановив новий олімпійський рекорд (1.46,3).
Зі спогадів П. Снелла про фінальний забіг: «Мені дісталося стартувати із зовнішньої доріжки. За командою „На старт!“ Керр, Веглі і я підготувалися прийняти низький старт. Всі троє хотіли швидко почати і захопити лідерство. Решта троє стояли, балансуючи і чекаючи пострілу. Після пострілу я почав напружений спринт по своїй зовнішній доріжці до тієї точки першої прямої, де поділ доріжок закінчувалося. Там я озирнувся і знайшов себе на четвертому місці. Ми продовжували біг в темпі, який здавався швидким для першої половини дистанції. Натовп шумів так сильно, що я не почув ані свого часу, ані удару гонга. Ми вибігли на передостанню пряму. Моя позиція була б досить хорошою, але бігуни, колишні попереду, тепер розсипалися і зайняли кілька доріжок.
| Місце | Атлет                     | Час    |
| ----- | ------------------------- | ------ |
| 1     | Пітер Снелл (NZL)         | 1.46,3 |
| 2     | Роже Мунс (BEL)           | 1.46,5 |
| 3     | Джордж Керр (BWI)         | 1.47,1 |
| 4     | Пауль Шмідт (EUA)         | 1.47,6 |
| 5     | Крістіан Веглі (CHE)      | 1.48,1 |
| 6     | Манфред Матушевські (EUA) | 1.52,0 |

Фінальний забіг на 800 метрів на Олімпіаді-1960

Мунс вийшов вперед, зробивши ривок. Мій попередній план полягав в тому, щоб почати спринт з 200 м до фінішу, але тепер стало зрозуміло, що швидкість в цілому занадто висока, щоб я міг зайняти зручну позицію переслідування, з якої можна було б зробити ривок на фініші. Я майже почав втрачати надію. Коли ми досягли 200-метрової позначки, попереду мене були три бігуна, що розсипалися по всьому фронту і входять в останній віраж. Переді мною стояв вибір — продовжувати бігти всередині групи або намагатися бігти праворуч, по зовнішній частині повороту. Маючи на увазі темп бігу, з яким ми рухалися, я вибрав більш легкий шлях. І залишився бігти всередині групи. Я відчував, що цим шанс виграти біг може бути втрачений, проте все ж залишалася надія, що фронт бігунів розпадеться, з'явиться пролом і я зможу проскочити в неї.
Роже захопив лідерство, а Керр зайняв позицію переслідування. Ми вискочили на пряму. Бігуни розсипалися, прагнучи дістатись стрічки. Я знайшов простір поперед себе, обійшов Веглі, який лідирував цілу дистанцію, і порівнявся з іншими. Тепер з'явився шанс бути третім. Тільки Мунс і Керр були попереду мене, але у мене був вільний шлях до стрічечки. Я зрозумів, що моє становище покращилось, що зможу бути другим, і вклав все в фінішний ривок. Мунс, здавалося, уповільнював біг. Приблизно за 20 м до фінішу я раптово відчув, що можу виграти. Все, що я пам'ятаю, починаючи з цього моменту, полягає в тому, що я кидав все, що у мене залишилося, в фінішний спурт і підігрівав себе вперед. Фінішна лінія стрімко була пройдена. Я протрусив близько 10 м і обхопив руками стовп, що підвернувся, знемагаючи від втоми. Я не знав, яким я прийшов. Я був настільки в захваті від того, як провів біг, що мені було все одно, чи був я першим або другим. Я стояв, обхопивши стовп, на зовнішній частині доріжки до тих пір, поки не почав „відходити“. Я повернувся і пішов назад до лінії фінішу, розглядаючи по дорозі бігунів, яких переміг. Мені спало на думку тоді, що я переміг деяких найкращих напівмілевиків у світі. Тепер я згадую, що люди метушилися навколо мене, вітали, але їх слова нічого не значили, і я ще залишався в невіданні щодо свого місця на фініші. І не бачив, як Роже Мунс звалився на коліна в розпачі, інакше я все б зрозумів. Роже підійшов до мене. Він виглядав стомленим. Він привітав мене, і я запитав його: „Хто переміг?“ Роже сказав: „Ти“».

### Між Олімпіадами
У 1962 Снелл встановив світові рекорди з бігу на 800 метрів та 1 милю впродовж одного тижня — 1.44,3 на 800-метрівці (попередній рекорд Мунса був покращений відразу на 1,4 секунди) та 3.54,4 відповідно. Того року він також став чемпіоном Ігор Співдружності у бігу на 880 ярдів та 1 милю.

### Олімпіада-1964
Перед Олімпіадою в Токіо Снелл розглядався явним фаворитом на дистанціях 800 та 1500 метрів (перемогу на обох до новозеландця в історії Олімпіад здобував у 1920 тільки британець Альберт Гілл). Обидва фінали в японській столиці були виграні в одному стилі, щоразу шаленим прискоренням приблизно за 250 метрів до фінішу. На 800-метрівці Снелл покращив до 1.45,1 власний олімпійський рекорд. Золоту медаль на 1500-метрівці (фінальний забіг для атлета був шостим забігом за вісім днів олімпійських змагань) він здобув, перемігши з часом 3.38,1, випередивши срібного призера на 1,5 секунди.

#### 800 метрів
Зі спогадів П. Снелла про фінальний забіг на 800-метрівці: «У фіналі мені дісталася перша доріжка — позиція для старту незручна, оскільки, стартуючи від бровки, ви відразу ж зустрічаєтеся з альтернативою — або бігти як божевільний і вийти в лідери, щоб маневрувати, маючи забіг за спиною, пропустивши вперед рівно стільки бігунів, скільки потрібно, або бігти повільно і надалі змагатись з хвоста забігу. Будь-який з цих варіантів може принести свої клопоти, і при старті по окремих доріжках вас можуть заштовхати і затиснути в „коробочку“. Я розраховував, що Кіпругут пройде перше коло з великою швидкістю, а інші не зможуть бігти впритул за ним. Тому мій план звівся до того, щоб взяти швидкий старт, прилаштуватися до Кіпругута і надалі слідувати впритул до його плеча, щоб уникнути „коробочки“.
| Місце | Атлет                 | Час    |
| ----- | --------------------- | ------ |
| 1     | Пітер Снелл (NZL)     | 1.45,1 |
| 2     | Вільям Крозерс (CAN)  | 1.45,6 |
| 3     | Вілсон Кіпругут (KEN) | 1.45,9 |
| 4     | Джордж Керр (JAM)     | 1.45,9 |
| 5     | Том Фаррелл (USA)     | 1.46,6 |
| 6     | Джером Зіберт (USA)   | 1.47,0 |
| 7     | Дітер Богацькі (EUA)  | 1.47,2 |
| 8     | Жак Пенневер (BEL)    | 1.50,5 |

Фінальний забіг на 800 метрів на Олімпіаді-1964

Однак Кіпругут і не думав стартувати так швидко, а інші скупчилися навколо нього. Все ж я пробився на друге місце, але перш, ніж зміг обійняти потрібну позицію із зовнішньої сторони від Кіпругута, Фаррелл прилаштувався до мого плеча, виявляючи безперечну рішучість бігти далеко від бровки і тримати мене там, де я був. В голові промайнула думка: „При такому темпі він не пробіжить поруч зі мною більш ніж 200 ярдів. На віражі у мене з'явиться можливість маневрувати“. Отже, я вирішив не відходити назад, в гущу забігу, щоб пропустити вперед Фаррелла і уникнути „коробочки“. Я залишався на своєму місці. Фаррелл залишався на своєму. Я почав усвідомлювати крайню небезпеку свого становища, коли на підході до гонгу кілька бігунів обійшли мене і Фаррелла по третій доріжці. Одним з них був Джордж Керр. Я був не в змозі його переслідувати.
Мій попередній план включав безперервний спринт за 250 м до фінішу. Тепер все було засмучене. Я біг легко, але в „ув'язненні“, і хоча тепер було таке саме становище, як і в Римі, я відчував себе здатним зробити обхідний маневр з пропуском Фаррелла вперед, обійти забіг і все ще бути готовим кинути виклик. Саме це я і збирався виконати. Виконання цієї ідеї складалося з двох частин. Спочатку я вирвався з хвоста забігу приблизно на четверте місце і вийшов на цю позицію по третій або четвертій доріжці до самого кінця передостанньої прямої. Потім було зроблено друге, завершальне, зусилля, і, обійшовши Кіпругута і Керра, що не відставали один від одного ані на крок, я пустився у відчайдушний спринт по віражу. Відчайдушний — тому що план був зіпсований і я почав фінішний ривок дуже пізно. Перед самим кінцем віражу я озирнувся і побачив, що Керр і Кіпругут хоча і слідують за мною впритул, але не збираються атакувати мене. На прямій я відчував, що біжу на межі, хоча жодних знаків ослаблення темпу не спостерігалося. Навпаки, згадуючи цей фінал, я знаходжу, що прагнув підсвідомо залишити собі дещо на 1500 м, незважаючи на розпач, що охопив мене на останніх 200 ярдах. Позаяк, тільки-но я відчув приємний дотик стрічки, величезний тягар був скинутий з моїх плечей. Я не міг утримати себе і, радіючи, викинув руки вгору. Зрештою справа була зроблена. Тепер я міг виступати на 1500 м без найменшої відповідальності. Це було грою, в якій ставка була вже оплачена. Ще більшу радість я відчув, коли оголосили результат — 1.45,1. Цей результат був першим дійсно класним часом на 800 м за минулі два з половиною роки. А якщо врахувати, що четверо в фіналі вийшли з 1.46,0, то я виграв найбільше змагання на 800 м. Крозерс показав 1.45,6, Керр і Кіпругут — 1.45,9.».

#### 1500 метрів

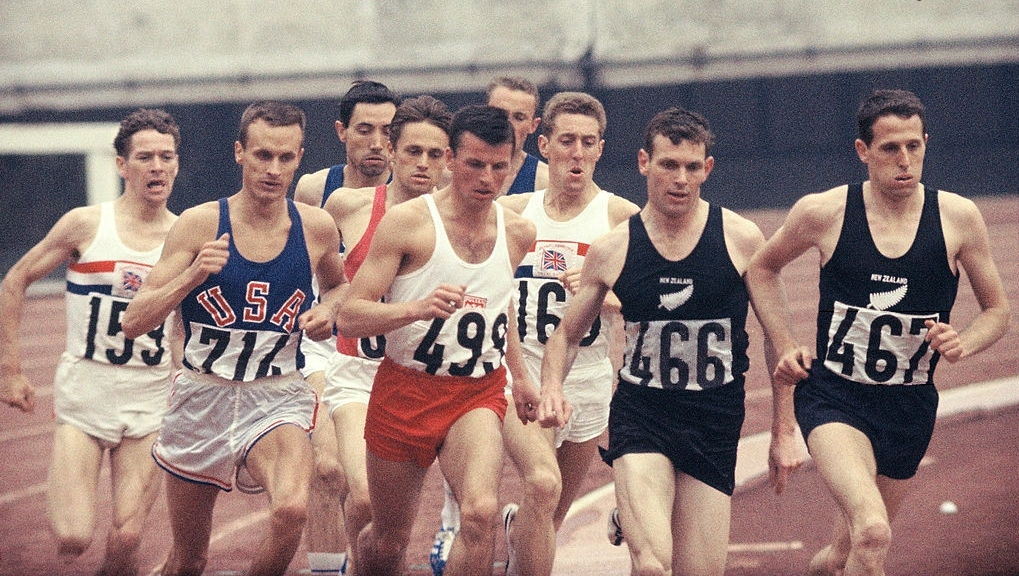
Фінальний забіг на 1500 м: Алан Сімпсон (155), Дірол Барлесон (714), Вітольд Баран (499), Джон Веттон (160), Пітер Снелл (466), Джон Девіс (467).

Зі спогадів П. Снелла про фінал бігу на 1500 метрів: «Бернар провів нас по першому колу за 58 секунд. Безпосередньо за ним йшов Барлесон, а далі трималися всі ми, цілою групою. Я біг потихеньку в кінці забігу. Досягнувши лінії старту, Бернар раптом сповільнив біг і, озирнувшись назад, зробив жест, що запрошував бігуна, який йшов за ним, взяти лідерство. Склалася цікава ситуація, оскільки Барлесон, який йшов за Бернаром, ні за що на світі не захотів би опинитися попереду всіх так рано. У змаганні настав сором'язливий перепочинок. Ми протрусили майже 200 м, поки нарешті Джон, який мав намір загострити змагання за 600 м до фінішу, не вийшов вперед, підігрітий тривалою нерішучістю своїх супротивників і марною для нього тратою часу. У його ж власних інтересах потрібно було зробити біг напруженим. Ось чому, виходячи на фінішну пряму вдруге, він обійшов кілька бігунів і став лідером на коло раніше, ніж планував.
| Місце | Атлет                | Час    |
| ----- | -------------------- | ------ |
| 1     | Пітер Снелл (NZL)    | 3.38,1 |
| 2     | Йозеф Одложил (TCH)  | 3.39,6 |
| 3     | Джон Девіс (NZL)     | 3.39,6 |
| 4     | Алан Сімпсон (GBR)   | 3.39,7 |
| 5     | Дірол Барлесон (USA) | 3.40,0 |
| 6     | Вітольд Баран (POL)  | 3.40,3 |
| 7     | Мішель Бернар (FRA)  | 3.41,2 |
| 8     | Джон Веттон (GBR)    | 3.42,3 |
| 9     | Жан Ваду (FRA)       | 3.45,4 |

Відмітку 800 м ми пройшли з двох хвилин, і в цей час я перемістився на друге місце, слідом за Джоном. У мене не було наміру розпочинати ранній ривок, але я все ж вважав за краще не залишатися в групі. Я настільки боюся потрапити в „коробочку“, що дуже часто бігу далеко від бровки, але тоді, перш ніж я встиг про це подумати, ми вийшли на пряму за коло до фінішу, бігуни почали перебудовуватися, щоб зайняти місце, зручне для фінішного ривка, і я в одну мить опинився заблокованим. Я вирішив не повторювати пройдений мною в фіналі на 800 м маневр з подальшим обгоном всього забігу, щоб повернути собі ініціативу, і вирішив виплутатися прямим шляхом. На щастя, для свого визволення мені не довелося вдаватися до такого нечемного засобу, як відпихання противника ліктями, річ звичайна для таких змагань. Коли ми бігли по віражу, я просто повернув голову і подивився, хто прилаштувався ззаду. Після цього я висунув вперед праву руку, на зразок того, як це робить мотоцикліст, який бажає показати, що він хоче повернути. Я зітхнув з полегшенням, коли побачив, що Джон Веттон, який біг впритул до мого плеча, як і личить справжньому англійському джентльменові, попереджувально звільнив простір. Звільнення виявилося надзвичайно простим.

Фінальний забіг на 1500 метрів на Олімпіаді-1964

Вперед з потужним прискоренням вирвався Баран, але тепер, коли ми бігли по передостанній прямій, я був в хорошій позиції і нічого вже не боявся. Я відчув невелике стомлення — наслідки проведених змагань давались взнаки — і тому вирішив відкласти завершальний ривок до входу в останній віраж. Я біг вільно, впевнений, що повністю контролюю змагання, і за 200 м до фінішу почав рішучий спурт. Коли я вийшов вперед, у мене з'явилося дивне відчуття, ніби всі інші тільки й чекали, коли я кину виклик, вважаючи його невідворотною частиною змагання, попередити яку було поза їх силами. Виходячи на фінішну пряму, я відчував, що можу, якщо знадобиться, збільшити швидкість бігу, однак, озирнувшись назад, я побачив солідну відстань і зрозумів, що підстьобувати себе мені не доведеться. У всякому разі, я пробіг останні 100 м з набагато меншою напругою, ніж під час фінального забігу на 800 м.
Пізніше я був здивований, побачивши, що на останньому колі я показав 53,2, а останні 300 м пробіг за 38,6, що відповідає темпу 51,5 секунди на 400 м. Мій результат на фініші 3.38,1 був значно гіршим за світовий рекорд Герба Елліотта (3.35,6), але все ж виглядав непоганим, враховуючи напруженість перших забігів і повільний початок самого фіналу. Пробігши лінію фінішу, я озирнувся і побачив Джона, що прямував в мою сторону. Очі його блищали, а губи розтягнулися в широкій посмішці. Я зрозумів, що він теж виграв медаль. Він підбіг до мене, привітав з перемогою і кілька разів висловив жаль, що прийшов лише третім, а не другим. Все ж він був по-справжньому щасливий від свого виступу, а мені було прикро, що я не тільки не допоміг йому, але навіть трохи нашкодив. Коли я зробив ривок, кілька бігунів потягнулися за мною, і серед них був Алан Сімпсон, швидший в спринті за Джона. Алан встав на заваді Джону, і поки той намагався його обійти, Йозеф Одложил зумів проскочити на друге місце.».

### Завершення виступів
Після тріумфу в Токіо Снелл покращив власний світовий рекорд з бігу на 1 милю, довівши його до 3.54,1 на домашніх змаганнях в Окленді в листопаді 1964.
Завершив кар'єру по завершенні сезону-1965.

### Подальше життя
У 1971 переїхав до США, де здобув ступінь доктора філософії в галузі фізіології фізичних вправ.
У 2000 був визнаний найкращим новозеландським спортсменом 20-го століття.
У 2012 був введений до Зали слави ІААФ.
В останні роки життя активно займався спортивним орієнтуванням, вигравав національні першості серед ветеранів у цьому виді спорту. Крім цього, грав у настільний теніс та брав участь у ньому на Всесвітніх іграх ветеранів (англ. World Masters Games) у 2017.
Незадовго до смерті, незважаючи на застереження лікарів, збирався відвідати урочистий захід зі вшанування найкращих в історії бігунів на 1 милю (англ. World Athletics Heritage Mile), що відбувся 22 листопада 2019 в Монако, проте відмовився від подорожі в останній момент.
Помер за 5 днів до свого 81-го дня народження.